# هيلانة روخو
هيلانة روخو (بالإسبانية: Helena Rojo)‏ ممثلة وعارضة أزياء مكسيكية (ولدت يوم 18 أغسطس من العام 1944 في مكسيكو سيتي) بدأت حياتها المهنية عارضة أزياء عام 1964

## أعمالها السينمائية
- أجيرا، غضب الرب 1972

## روابط خارجية
- هيلانة روخو على موقع IMDb (الإنجليزية)
- هيلانة روخو على موقع قاعدة بيانات الأفلام العربية
- هيلانة روخو على موقع ألو سيني (الفرنسية)
- هيلانة روخو على موقع أول موفي (الإنجليزية)
- هيلانة روخو على موقع قاعدة بيانات الأفلام السويدية (السويدية)
- هيلانة روخو على موقع قاعدة بيانات الفيلم (الإنجليزية)
- هيلانة روخو على موقع كينوبويسك (الروسية)